# OVRA
OVRA (skrót od: wł. Organizzazione Volontaria per la Repressione dell' Antifascismo – Organizacja Ochotnicza do Zwalczania Antyfaszyzmu, lub Organizzazione per la Vigilanza e la Repressione dell Antifascismo – Organizacja Czujności i Zwalczania Antyfaszyzmu), włoska faszystowska tajna policja polityczna, utworzona w 1927 r. na polecenie Benito Mussoliniego, w celu zwalczania przeciwników politycznych i ochrony swojego reżimu. Prowadziła działalność policyjną, kontrwywiadowczą i polityczną, stosując metody represji, deportacji i zsyłek do obozów koncentracyjnych. Szefem jej był Arturo Bocchini, były szef włoskiej policji państwowej.